# Kleinkastell Weltenburg-Galget

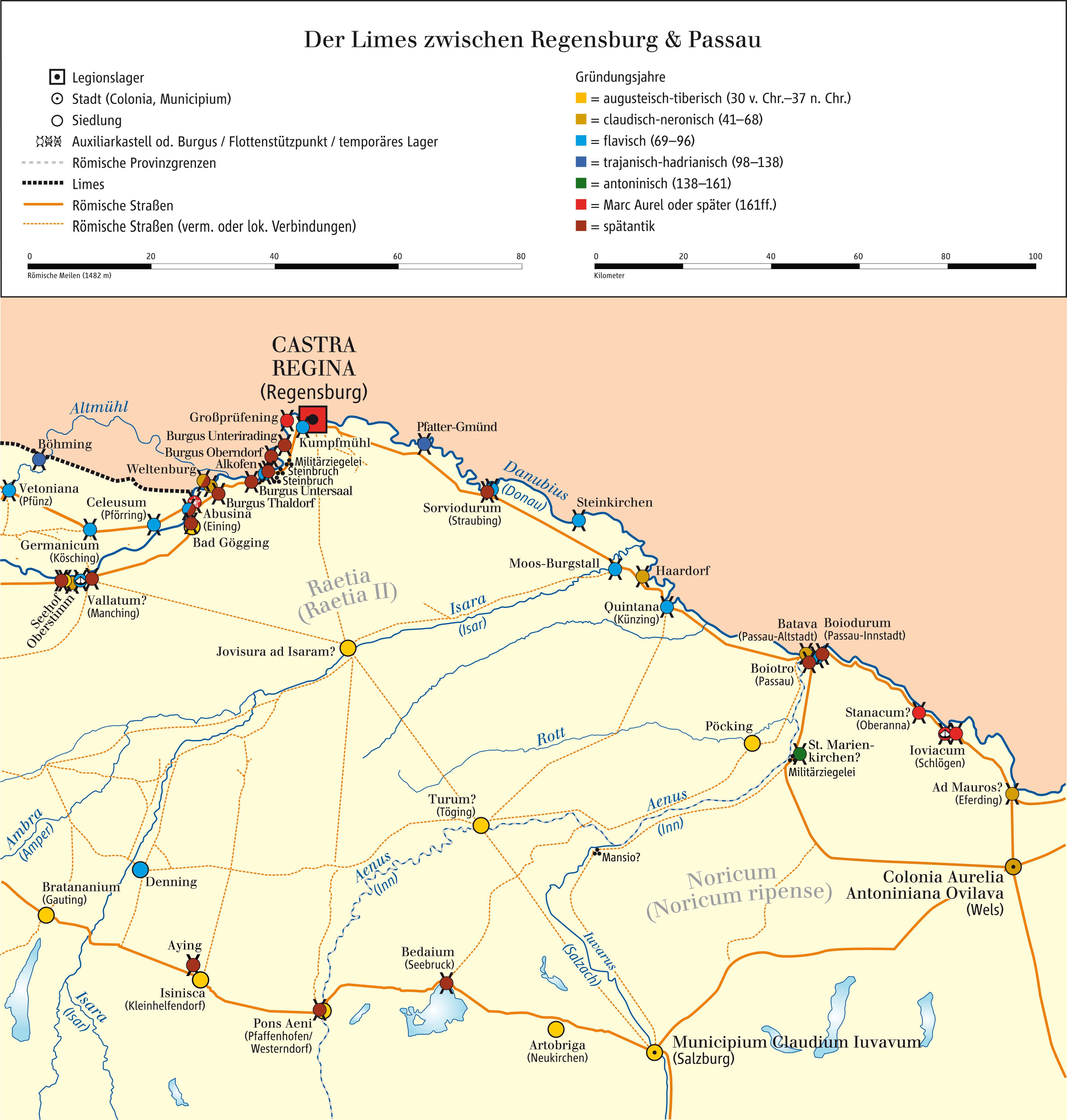
Der raetische Donaulimes

Befundplan 1989

Das Kleinkastell Weltenburg-Galget, ist ein römisches Militärlager in Weltenburg im Landkreis Kelheim, Bayern. Die Anlage wurde am raetischen Donaulimes, der 2021 zum UNESCO-Weltkulturerbe erhoben wurde, im Zuge der frühen römischen Landnahme noch in claudisch-frühflavischer Zeit gegründet.

## Lage
Die kleine Anlage wurde in Unterhanglage auf der exponierten nordwestlichen Ecke eines jurazeitlichen Bergrückens südlich des überhöht liegenden Fundplatzes Weltenburg-Frauenberg errichtet. Durch eine west-östlich verlaufende enge Talsenke wird der hoch aufragende Frauenberg von diesem Bergrücken getrennt. Von der Flur „Am Galget“ aus konnte sowohl die vom Kastell Eining kommende Straße am Hangfuß als auch der schiffbare, in nordwestlicher Richtung liegende Donauzugang in die Weltenburger Enge beobachtet werden. Westlich des Kleinkastells fällt der Hang erst steil und dann flach auslaufend knapp 30 Meter bis zur Donau hin ab. Nördlich verläuft im Talgrund zwischen dem Kleinkastell und dem Frauenberg heute die Staatsstraße 2233.

## Forschungsgeschichte
Das Kleinkastell wurde von dem Luftbildarchäologen Otto Braasch anhand eines völlig verebneten Grabenwerks auf der landwirtschaftlich genutzten Flur „Am Galget“ entdeckt. Die zahlreich angefertigten Luftbilder zeigten den Verlauf von drei rechtwinklig abknickenden Gräben zumeist als positives Bewuchsmerkmal. In einer vorläufigen Deutung blieb aufgrund des fehlenden Fundmaterials zunächst ein hallstattzeitlicher Herrensitz im Gespräch. Nachdem das Gebiet zur Bebauung freigegeben worden war, wurde eine Notgrabung vom Bayerischen Landesamt für Denkmalpflege angesetzt, die vom 1. April bis zum 30. Juni 1989, also drei Monate, dauerte und von der Kreisarchäologie Kelheim unter der Leitung des Prähistorikers Michael Maria Rind durchgeführt wurde. Dieser konzentrierte sich auf den nordöstlichen Teil des Grabenwerks, das dort bis zu seiner Untersuchung unbekannt geblieben war.
Der Akademische Direktor der Technischen Universität München, Manfred Stephani, entzerrte als eine der vorgreifenden Maßnahmen zur Ernennung des Donaulimes zum geplanten Weltkulturerbe ein besonders gut gelungenes Photo des Luftbildarchäologen Klaus Leidorf, auf dem die noch nicht untersuchten Reste Grabenwerks deutlich sichtbar sind. Mit dem im Ergebnis georeferenzierten Ortophoto konnte der bisherige Denkmaleintrag korrigiert werden. Anschließend wurde auch der 1989 erstellte Befundplan durch Peter Freiberger, Mitarbeiter beim Bayerischen Landesdenkmalamt, georeferenziert. Ein Kooperationsprojekt der Universität Erlangen-Nürnberg und des Bayerischen Landesamts für Denkmalpflege, das der auf geophysikalische Untersuchungen spezialisierte Prähistoriker Carsten Mischka leitete, führte an dem Fundort zusätzlich eine sehr detaillierte Prospektion mit dem Magnetometer durch.

## Baugeschichte
Bereits während der Frühlatènezeit ist der spätere Standort des Kleinkastells von Menschen aufgesucht worden. Dafür sprechen zwei zeitlich eindeutig abgrenzbare Befunde, die auf einen Bestattungsplatz hinweisen. Die Nutzungsfläche innerhalb des Kleinkastells maß rund 50 × 50 Meter (= rund 0,2 Hektar).

### Umfassungsgraben
Die Anlage besaß nicht an allen Seiten ein Grabenwerk. An der Westseite, zum steil abfallenden Donauufer hin, bedurfte es offensichtlich keines Umfassungsgrabens. Im Süden, zum aufsteigenden Hang hin, sowie im Osten der Fortifikation ließen sich drei parallel verlaufende Gräben archäologisch erschließen. Sowohl das Luftbild, als auch die geophysikalische Prospektion zeigen fast eine identische Situation. Das dreifache Grabenwerk im Süden setzt wie im Norden schrittweise aus. Zunächst bricht die Linie des äußeren Grabens im ersten Drittel des sich senkenden Geländes ab, es folgt knapp über der Flankenhälfte der mittlere Grabenaushub und zuletzt, kurz vor der westlichen Rundung des Kastellwalls, die innerste künstlich eingetiefte Senke. Bereits der Ausgräber stellte fest, dass kurz hinter der Nordostecke des Lagers die beiden äußeren Gräben aussetzten, so dass die Erbauer allem Anschein nach an der nördlichen Flanke hangabwärts nur den inneren Graben weiter ausheben ließen. Die an der nördlichen Kastellflanke an beiden äußeren Grabenköpfen gesetzten Schnitte bewiesen diese Feststellung. Rind sah die Begründung dieser Tatsache in einem seit der Römerzeit veränderten topographischen Nivellement. Im Gegenteil dazu konnte die neuere Forschung belegen, dass sich die ursprüngliche römerzeitliche Topographie bis heute weitgehend erhalten hat. Rinds Untersuchungen zeigten trotz dieser Feststellung einen sehr unterschiedlichen Erhaltungszustand der Umfassungsgräben. Die Strata der Verfüllungen ließen sich im untersuchten Abschnitt noch bis in eine Tiefe von 0,40 bis 1,20 Metern verfolgen. Mindestens 50 Zentimeter der ursprünglichen lehmigen Überdeckung in der nordöstlichen Grabungsfläche waren durch Bodenerosion und Terrassierung abgetragen worden. In den Grabungsschnitten zeigte sich damit, dass das Gefälle zur Zeit der Anlage des Kleinkastells nicht ganz so ausgeprägt gewesen sein kann, wie dies heute der Fall ist.
Die Grabensohle selbst war mit dem sterilen Schutt kleiner Plattenkalkfragmente verfüllt, die offenbar bereits kurz nach dem Aushub von den Wänden des Grabens auf dessen Grund fielen. An einer gut erhaltenen Stelle konnten im inneren Graben vier Verfüllungshorizonte dokumentiert werden, wobei die Trennung aufgrund der geringen Unterschiede schwierig war.

### Umwehrung
Im Inneren ließen sich insbesondere im nördlichen Grabungsabschnitt Pfostengruben feststellen, die in einem Abstand von rund sechs Metern von der Mittelachse des inneren Grabens entfernt dem Verlauf des Umfassungsgrabens folgten. Bei diesen Pfostenstellungen handelte es sich um die Reste einer Rasensodenmauer mit einer zum Lagerinneren hin stützenden Holzverschalung, die das Kleinkastell umgab. Acht Pfostengruben, die in der Nordostecke des Lagers freigelegt wurden, können wohl zu einem der vier hölzernen Ecktürme gerechnet werden, die einst den Garnisonsort umgaben. Genau in der Mittelachse des Kleinkastells stießen die Ausgräber an der untersuchten Ostflanke auf die Pfostenstellungen des Tores mit dazugehörigem Torturm, die sich in ihrer Gesamtheit bei einer kleinen Nachuntersuchung im Jahr 1990 deutlich auf dem Planum abzeichneten.

## Fundgut und Datierung
Das in seiner Gesamtheit spärliche Fundmaterial umfasste Keramikfragmente von Reibschalen, zwei Scherben sogenannter „Soldatenteller“ mit pompejanisch roter Auflage und Reste von Amphoren. Das einzige Glasfragment stammte von einer blauen Rippenschale. Zu den Metallfunden gehören als Hauptteil eiserne Nägel, sowie Bronzereste, von denen lediglich eine Henkelhalterung bestimmbar ist. Für die genauere Datierung des Kastellplatzes konnte Rind insbesondere eine Scheibenfibel mit Delphinattaschen sowie ein in Rom geschlagener As aus der Regierungszeit des Kaisers Claudius (41–54) heranziehen. Damit verortete er die römerzeitlichen Befunde zunächst in die vorflavische Epoche, genauer in das zweite Drittel des ersten Jahrhunderts n. Chr. Spätere Überlegungen brachten noch eine Datierung in die claudisch-frühflavische Zeit. Damit könnte die Fortifikation auch während der Regierungszeit des Kaisers Vespasian (69–79) entstanden sein.

## Denkmalschutz
Die erwähnten Anlagen sind als eingetragene Bodendenkmale im Sinne des Bayerischen Denkmalschutzgesetzes (BayDSchG) geschützt. Nachforschungen und gezieltes Sammeln von Funden sind erlaubnispflichtig, Zufallsfunde sind den Denkmalbehörden anzuzeigen.